# 石炭記念公園
石炭記念公園（せきたんきねんこうえん）は、福岡県田川市にある公園。同市の代表的な公園のひとつであり、日本の歴史公園100選に選定されている。三井田川鉱業所伊田坑の跡地に整備され、2005年に現在の形に整備された。田川市石炭・歴史博物館などがある。面積は4.8ha。

## 場所
- 所在地：〒825-0002 福岡県田川市伊田2734-1
- アクセス
  - 田川伊田駅より徒歩8分
  - 西鉄天神高速バスターミナルから西鉄バス筑豊特急に乗車し、石炭記念公園口バス停下車、徒歩5分
  - マイカーの場合、九州自動車道小倉南インターチェンジから約22㎞。もしくは東九州自動車道行橋インターチェンジから17㎞

## ギャラリー

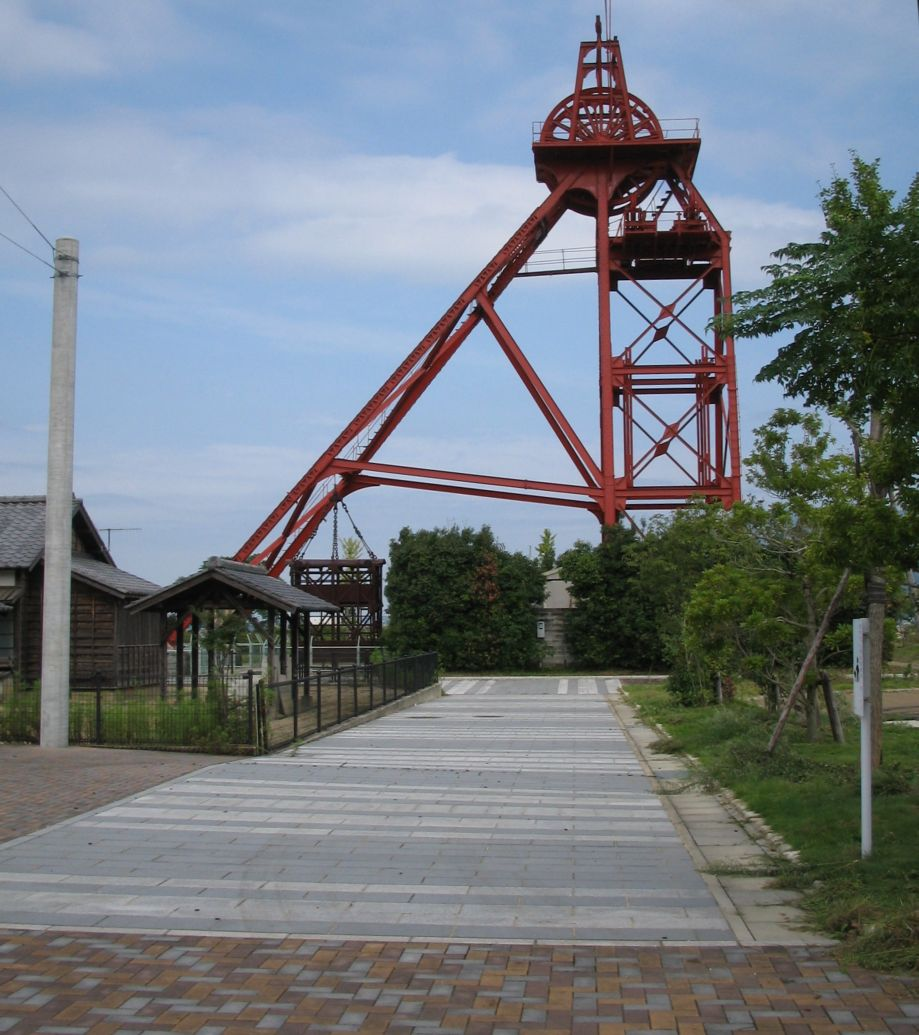
伊田竪坑櫓
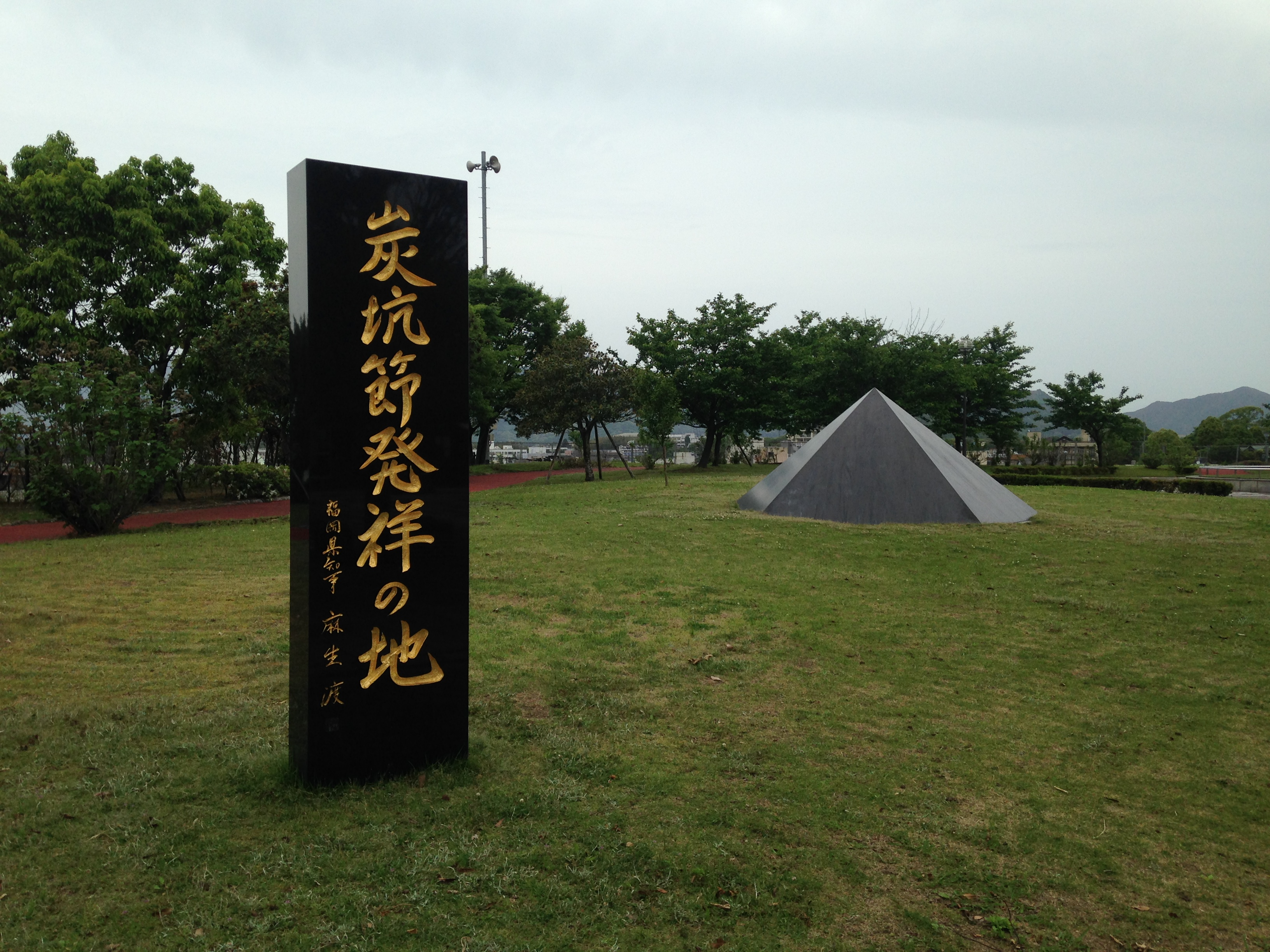
「炭坑節発祥の地碑」
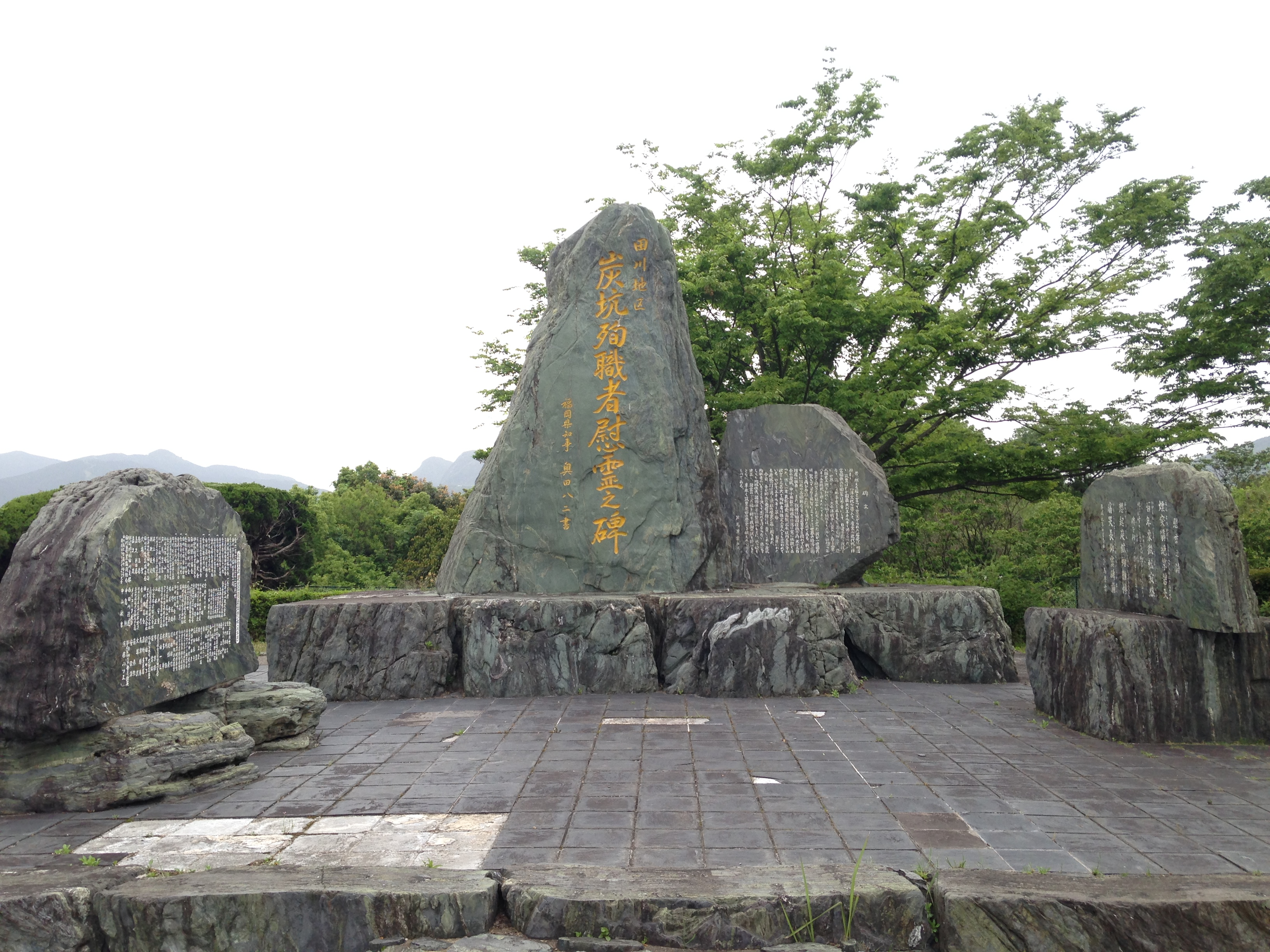
「田川地区炭坑殉職者慰霊之碑」
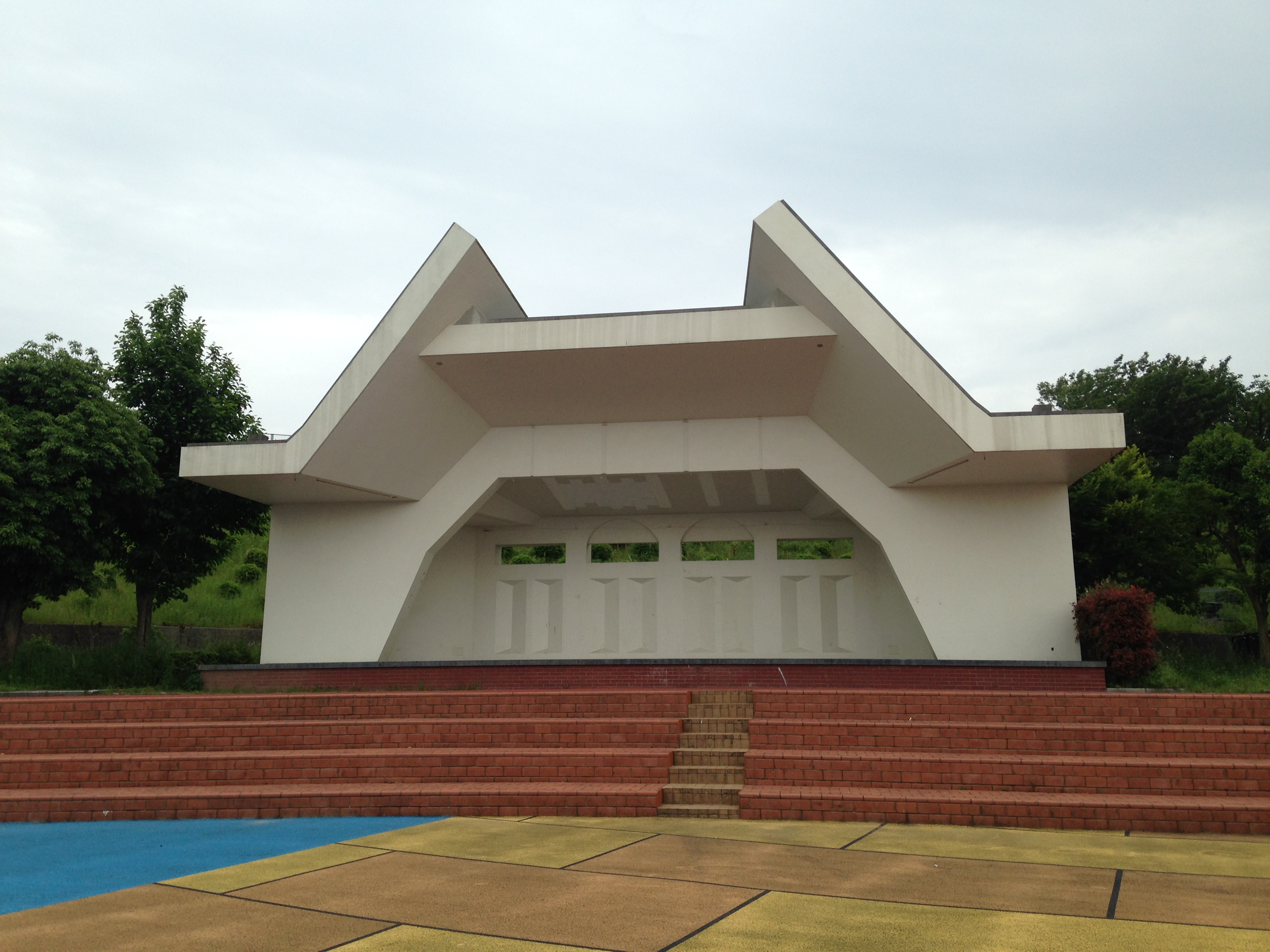
屋外ステージ
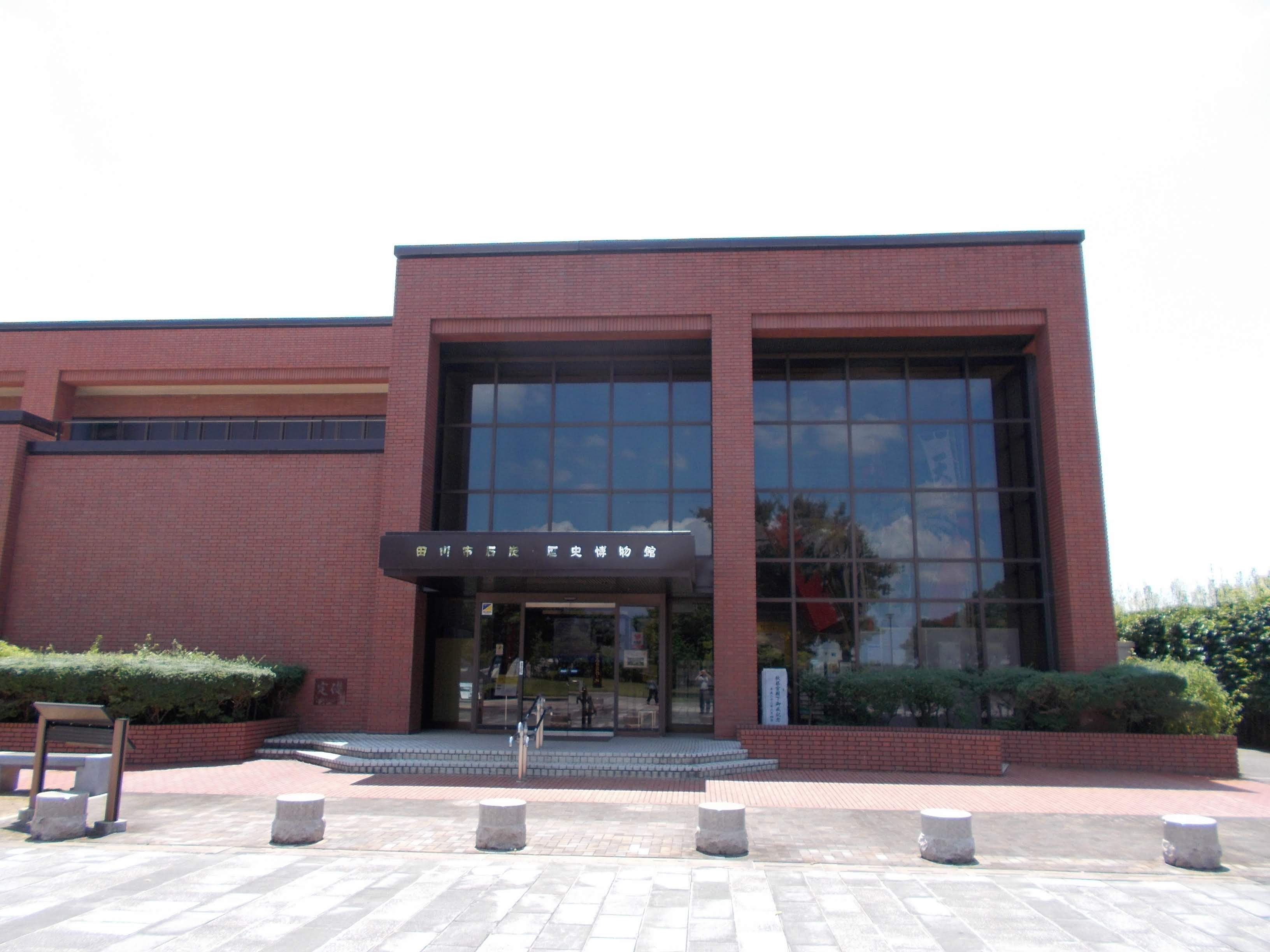
田川市石炭・歴史博物館